# Iván Lapadula
Iván Lapadula Montes (Valencia, 9 de enero de 1997) es un actor y modelo español, conocido por interpretar el papel de Ángel Godoy en la telenovela Dos vidas.

## Biografía
Iván Lapadula nació el 9 de enero de 1997 en Valencia (España), de madre argentina y padre italiano. A los dieciséis años se trasladó a Argentina hasta los dieciocho cuando regresó a España.

## Carrera
Iván Lapadula tras realizar dos años de carrera en marketing, decidió dedicarse a la interpretación, estudiando en La Bobina y Laura Jou de Barcelona. Al finalizar sus estudios decidió trasladarse a Madrid para continuar su formación. En 2014 participó en la obra I miserabili dirigida por Lorena Wawrynczuk. En 2019 participó en la obra Estocolmo de Rodrigo Sorogoyen y dirigida por Christine Reynaud. Al año siguiente, en 2020, participó en la obra Riverside Drive de Woody Allen y dirigida por Christine Reynaud.
En 2017 protagonizó el cortometraje Blame dirigido por Sally Fenaux. Al año siguiente, en 2018, apareció en el cortometraje Porc dirigido por Albert Pac. En 2018 y 2019 se unió al elenco de la serie de televisión italiana Sara e Marti, interpretando el papel de Manuel. En 2020 protagonizó la película Isaac dirigida por Ángeles Hernández y David Matamoros.
En 2021 y 2022 fue elegido para interpretar el papel de Ángel Godoy en la telenovela emitida en La 1 Dos vidas y donde actuó junto a actores como Silvia Acosta, Amparo Piñero, Sebastián Haro, Bárbara Oteiza, Iago García, Elena Gallardo y Jon López. En 2022 interpretó el papel de Gregory en la película A través del mar dirigida por Marçal Forés. En 2024 volvió a interpretar el mismo papel en la secuela de la película titulada A través de tu mirada.

## Filmografía

### Cine
| Año  | Título                | Personaje       | Director                            |
| ---- | --------------------- | --------------- | ----------------------------------- |
| 2020 | Isaac                 | Denis joven     | Ángeles Hernández y David Matamoros |
| 2022 | A través del mar      | Gregory Garrido | Marçal Forés                        |
| 2024 | A través de tu mirada | Gregory Garrido | Marçal Forés                        |

### Televisión
| Año       | Título                | Personaje                  | Cadeña         | Cadeña   | Notas         |
| --------- | --------------------- | -------------------------- | -------------- | -------- | ------------- |
| 2018-2019 | Sara e Marti          | Manuel                     | Disney Channel | Rai Gulp | 40 episodes   |
| 2021-2022 | Dos vidas             | Ángel Godoy                | La 1           | La 1     | 255 episodios |
| 2025      | Manual para señoritas | Eduardo Espinosa de Monier | Netflix        | Netflix  | 8 episodios   |

### Cortometrajes
| Año  | Título | Director     |
| ---- | ------ | ------------ |
| 2017 | Blame  | Sally Fenaux |
| 2018 | Porc   | Albert Pac   |

## Teatro
| Año  | Título          | Autores           | Director          |
| ---- | --------------- | ----------------- | ----------------- |
| 2014 | I miserabili    |                   | Lorena Wawrynczuk |
| 2019 | Stockholm       | Rodrigo Sorogoyen | Christine Reynaud |
| 2020 | Riverside drive | Woody Allen       | Christine Reynaud |